# (2901) Bagehot
(2901) Bagehot est un astéroïde de la ceinture principale.

## Description
(2901) Bagehot est un astéroïde de la ceinture principale. Il fut découvert le 27 février 1973 à Bergedorf par Luboš Kohoutek. Il fut nommé en honneur de Walter Bagehot. Il présente une orbite caractérisée par un demi-grand axe de 2,86 UA, une excentricité de 0,05 et une inclinaison de 3,2° par rapport à l'écliptique.

## Compléments